# Linea Seibu Toshima
La  Linea Seibu Toshima (西武豊島線?, Seibu Toshima-sen) è una breve linea ferroviaria suburbana a scartamento ridotto gestita dalle Ferrovie Seibu. La ferrovia fa parte dei servizi diretti della linea Seibu Ikebukuro, e tutti i treni continuano su questa fino al capolinea della stazione di Ikebukuro.

## Stazioni
- Sulla linea tutti i treni sono locali e fermano a entrambe le stazioni.
- Tutto il tracciato si trova nel quartiere di Nerima a Tokyo.
- La distanza ferroviaria fra le stazioni di Ikebukuro e Nerima è di 6,0 km
- La numerazione di stazione sarà introdotta a partire da marzo 2013[1]。

| Num. | Stazione  | Giapponese | Distanza interstaz. | Distanza totale | Collegamenti                                                                                        |
| ---- | --------- | ---------- | ------------------- | --------------- | --------------------------------------------------------------------------------------------------- |
| SI06 | Nerima    | 練馬       | -                   | 0.0             | Linea Seibu Ikebukuro （Servizio diretto da/per Ikebukuro） Linea Seibu Yūrakuchō Linea Ōedo (E-35) |
| SI39 | Toshimaen | 豊島園     | 1.0                 | 1.0             | Linea Ōedo (E-36)                                                                                   |